# 台湾小豇豆
台湾小豇豆（学名：Vigna minima f. dimorphophylla）为豆科豇豆属贼小豆下的一个变型。

## 扩展阅读
- 維基物種上的相關：台湾小豇豆